# رزيب (أديامان)
رزيب أو قياتبه سابقا (بالكردية: Rezîw‏) (بالتركية: Rezip أو Kayatepe سابقا)‏ هي قرية كرديّة تتبع إداريّاً لمديرية أديامان في محافظة أديامان التركية الواقعة في جنوب شرق الأناضول. وبلغ عدد سكانها 664 نسمة في عام 2021.